# フリードリヒ・ドルマン

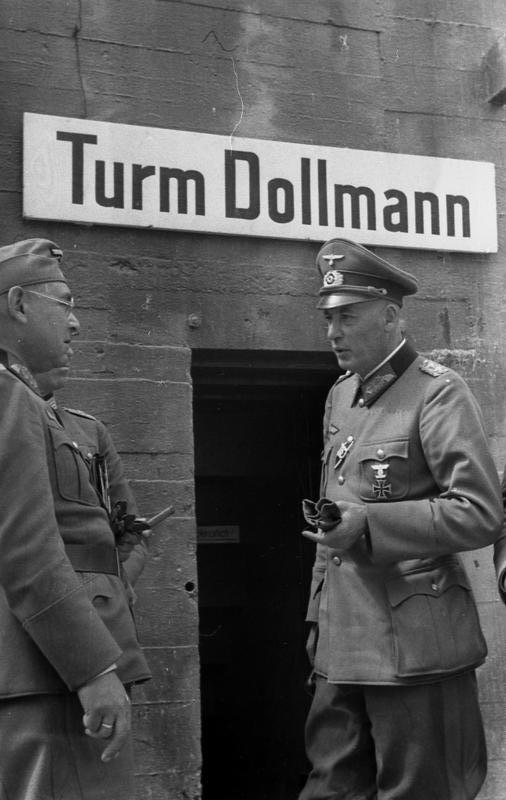
イシュタイナー・クロッツ要塞を視察するドルマン（右）（1940年）

フリードリヒ・ドルマン（Friedrich Dollmann, 1882年2月2日–1944年6月28日）は、ドイツの軍人。最終階級は陸軍上級大将（ドイツ国防軍）。第二次世界大戦ではドイツ第7軍を指揮した。

## 経歴
ヴュルツブルクに生まれる。1899年にドイツ陸軍に入営し、第一次世界大戦では砲兵大隊を指揮した。この大戦で第二級及び第一級鉄十字章、剣付バイエルン軍事勲章、第二級バイエルン功労十字章を受章。戦後も軍に残り、様々な砲兵部隊の指揮官を経て、1932年に少将に昇進。翌1933年に中将に昇進し、1935年に軍団司令官に任命された。1936年に砲兵大将に昇進。
第二次世界大戦勃発直後の1939年10月に第7軍司令官に任命され、翌年のフランス侵攻作戦に参加。第7軍はストラスブールを落として北方から進撃してきたハインツ・グデーリアン率いる装甲集団と会し、マジノ線にこもるフランス軍を包囲した。この戦功により6月24日に騎士鉄十字章を受章。7月19日には多くの将官と共に昇進して上級大将となった。その後4年間、第7軍と共にフランス北部に駐屯し、ル・マンに司令部を置いた。第7軍はノルマンディとブルターニュへの連合軍の上陸を阻止する役目を負っていた。
1944年6月に連合軍がノルマンディに上陸した当時、ドルマン配下の部隊は未充足あるいは訓練不十分なものが多く、連合軍の大軍に対抗できなかった。6月6日の上陸作戦開始当日、ドルマン自身はレンヌでの兵棋演習に参加して不在であり、素早い対応が出来なかった。ノルマンディやシェルブールをめぐって3週間にわたって激戦を繰り返した。アドルフ・ヒトラーはシェルブールを要塞と宣言して最後の一人に至るまでの死守を命じたが、ドルマンはこの命令を無意味と感じ、シェルブールを守る部隊を第7軍に合流させた。6月26日にアメリカ軍がシェルブールを攻略したのち、ヒトラーはドルマンらの責任を叫んで軍法会議にかけると脅かした。
ドルマンは6月28日午前3時に電報でヒトラーに釈明した後、参謀長のマックス＝ヨーゼフ・ペムゼル中将に別れを告げて司令部で服毒自殺した。ただし自殺したとの証言はペムゼル一人によるもので、公式記録ではドルマンは心臓発作で急死したとされている。ドルマンの訃報に接したヒトラーは評価を改め、7月2日の埋葬の際に柏葉付騎士鉄十字章を授与した。壊滅に瀕していた第7軍の指揮は武装親衛隊のパウル・ハウサーに引き継がれた。